# Niederländische Unihockeynationalmannschaft der Frauen
Die niederländische Unihockeynationalmannschaft der Frauen repräsentiert die Niederlande bei Länderspielen und internationalen Turnieren in der Sportart Unihockey. Die bisher beste Platzierung ist der 13. Platz an der Weltmeisterschaft in St. Gallen.

## Platzierungen

### Weltmeisterschaften
| WM   | Austragungsort(e)           | Platz                                                     |
| ---- | --------------------------- | --------------------------------------------------------- |
| 1997 | Mariehamn und Godby         | –                                                         |
| 1999 | Borlänge                    | –                                                         |
| 2001 | Riga                        | –                                                         |
| 2003 | Bern, Gümligen und Wünnewil | –                                                         |
| 2005 | Singapur                    | 15. Platz                                                 |
| 2007 | Frederikshavn               | 14. Platz                                                 |
| 2009 | Västerås                    | 16. Platz                                                 |
| 2011 | St. Gallen                  | 13. Platz                                                 |
| 2013 | Brünn, Ostrava              | nicht qualifiziert                                        |
| 2015 | Tampere                     | 14. Platz                                                 |
| 2017 | Bratislava                  | nicht qualifiziert                                        |
| 2019 | Neuenburg                   | nicht qualifiziert                                        |
| 2021 | Uppsala                     | keine Qualifikationsturniere aufgrund der Corona-Pandemie |
| 2023 | Singapur                    | nicht qualifiziert                                        |

## Trainer
- 2002–2016 Jorg Andree
- 2015–2016 Stephan Widjaja
- 2016-jetzt Spike Braunius